# Каратайка
Каратайка (ненец. Харая, рос. Каратайка) — селище у Заполярному районі Ненецького автономного округу Архангельської області Російської Федерації.
Населення становить 544 особи (2010). Входить до складу муніципального утворення Юшарська сільрада.

## Історія
До 1920-их років населений пункт належав до Архангельської губернії. Від 1929 року належить до Ненецького автономного округу, від 2005 — новоутвореного Заполярного району. Згідно із законом від 24 лютого 2005 року органом місцевого самоврядування є Юшарська сільрада.

## Населення
| 2002 | 2010 |
| ---- | ---- |
| 625  | ↘544 |